# Dôme de fer

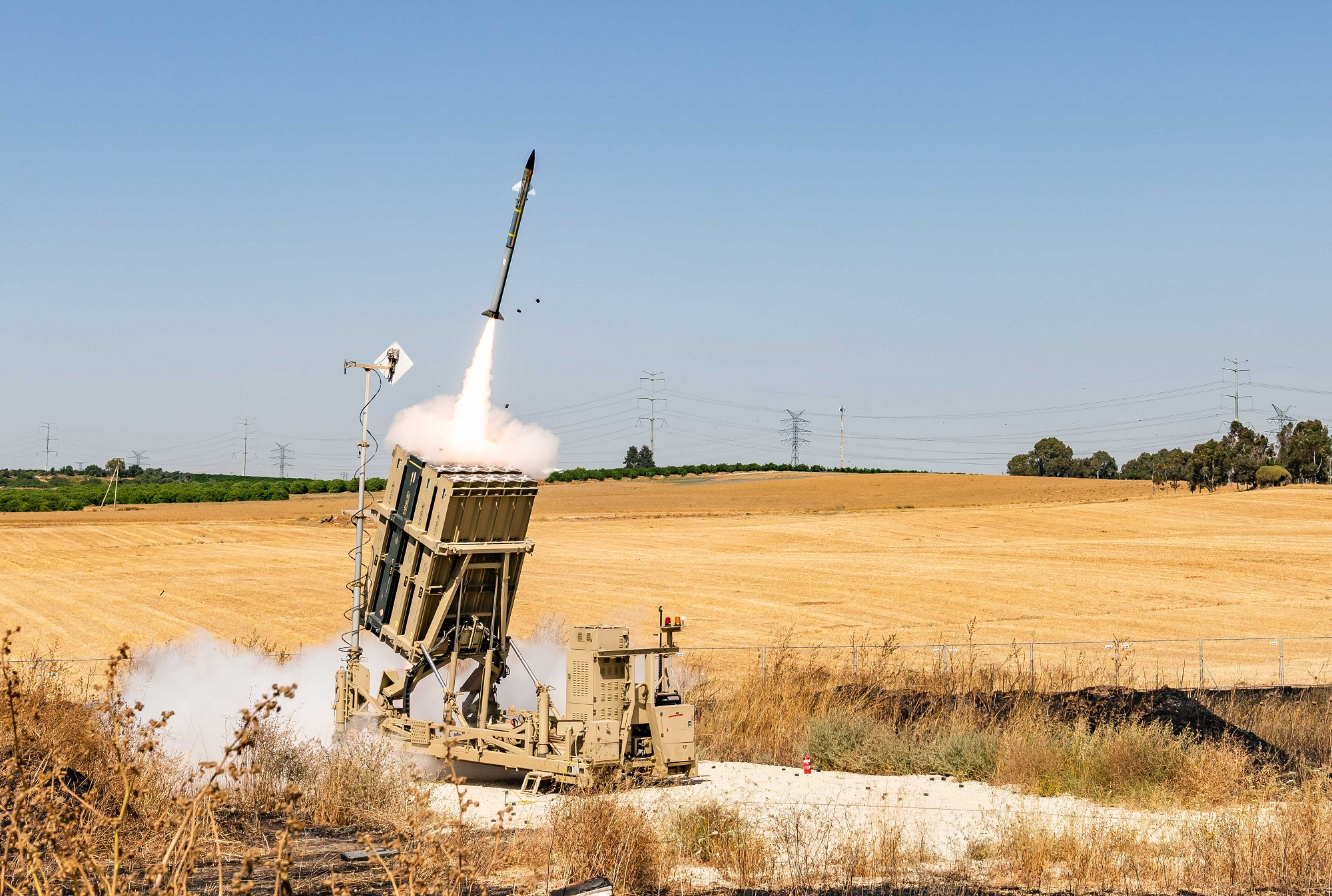
Batterie du Dôme de fer en action.

Le Dôme de fer (en hébreu : כיפת ברזל, prononcé kipat barzel, anglais : Iron Dome) est un système de défense aérienne mobile israélien, développé par la société Rafael Advanced Defense Systems, conçu pour intercepter des roquettes et obus de courte portée (Counter Rocket, Artillery, and Mortar, ou C-RAM). Le système a été créé pour faire face aux attaques de roquettes lancées depuis la bande de Gaza et le Liban en direction des villes israéliennes, et a été déployé en 2010.

## Contexte
Durant le conflit israélo-libanais de 2006, environ 4 000 roquettes (la plupart de type Katioucha) furent lancées par le Hezbollah en direction des villes du nord d'Israël, dont Haïfa, troisième plus grande ville du pays.
Au sud du pays, plus de 4 000 roquettes et 4 000 obus de mortiers furent tirés de Gaza entre 2000 et 2008, principalement par le Hamas, la plupart de type Qassam mais également des roquettes Grad de plus longue portée.
En février 2007, le ministre de la Défense israélien Amir Peretz sélectionna le projet Dôme de fer comme étant la solution défensive aux attaques de roquettes. Depuis, 210 millions de dollars ont été investis[Quand ?] en coopération avec l'armée israélienne (Tsahal).

## Caractéristiques

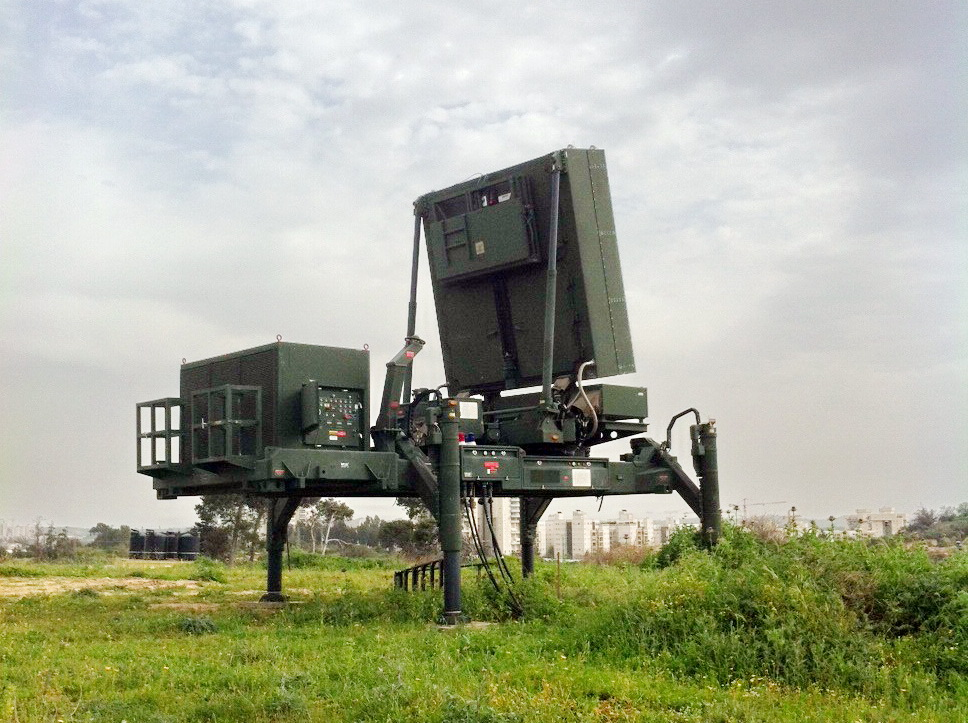
Radar Elta ELM-2084.

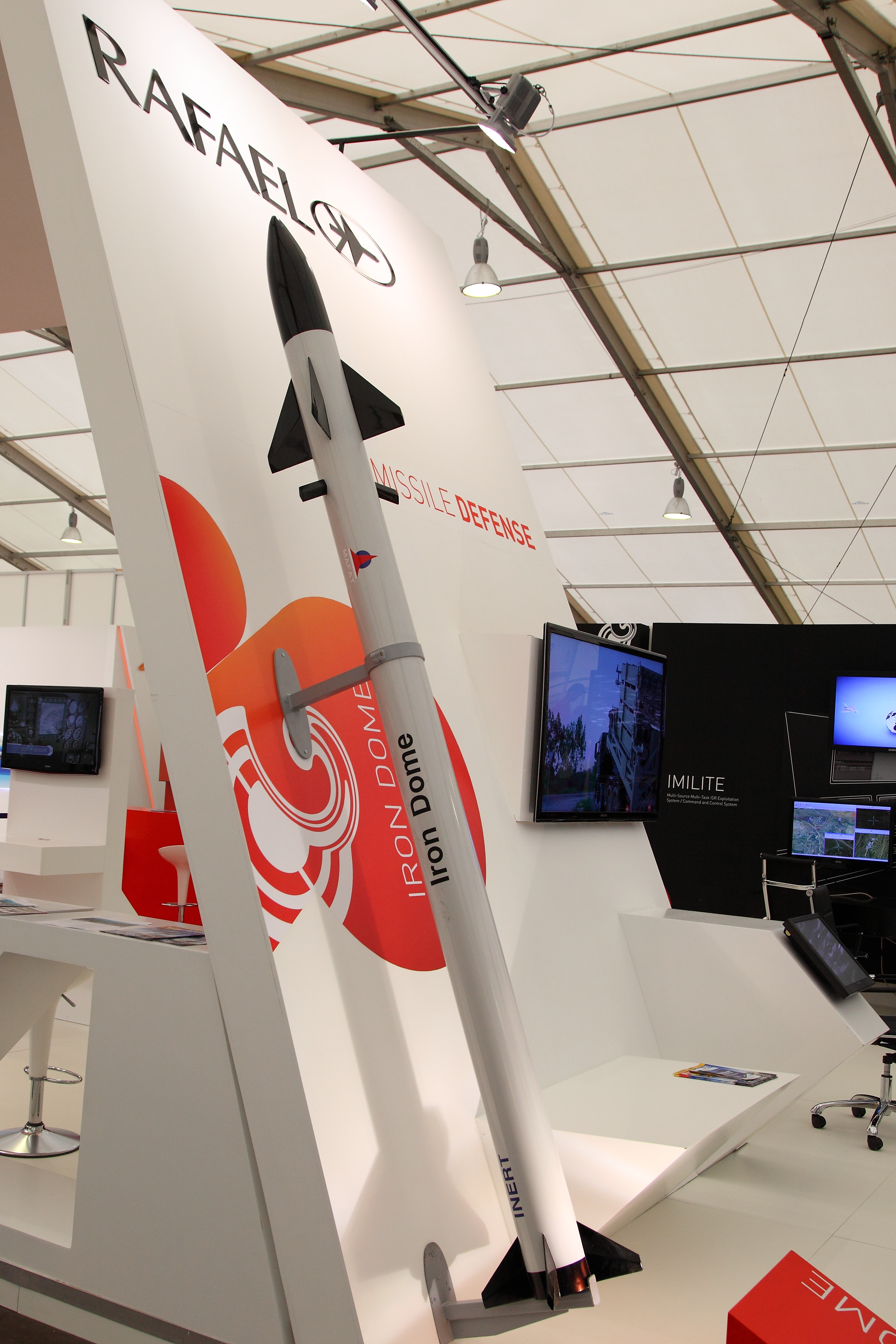
Maquette du missile Tamir du Dôme de fer lors d'une exposition. Il mesure 3 m de long, son diamètre est de 160 mm pour 90 kg.

Le système est conçu pour détruire les roquettes dans un rayon de 4 à 70 kilomètres. Selon son fabricant, le Dôme de fer est opérationnel de jour comme de nuit, quelles que soient les conditions météorologiques, et il est capable de faire face à des attaques simultanées et nombreuses.
Le Dôme de fer est composé de trois éléments principaux :
- un radar tridimensionnel à balayage électronique de détection et de pistage : le radar ELM-2084 est construit par la société Elta (en) et est capable, selon son constructeur, de localiser une munition tirée à plus de 100 km et suivre 200 cibles par minute[3] ;
- un ordinateur de gestion de bataille et d'armement (BMC : Battle Management & Weapon Control) : le système est développé par la société mPrest Systems ;
- un lance-missiles : le système lance le missile intercepteur Tamir, équipé de capteurs électro-optiques et de huit ailerons de direction permettant une haute maniabilité.

Le radar détecte les lancements de roquettes, calcule leurs trajectoires, envoie les informations à l'ordinateur central, qui les utilise pour déterminer la localisation de l'impact. Si le projectile constitue une menace, notamment s'il se dirige vers une zone peuplée, un missile d'interception est alors lancé par un tireur depuis un des trois à quatre lanceurs contenant 20 engins composant la batterie de missiles sol-air. Une batterie Dôme de fer est suffisante pour protéger une zone urbaine d’environ 150 km2.
À partir de 2014, le plan prévoyait de mettre en service au moins 15 systèmes complets. Avec quatre unités de lancement entièrement chargées, le nombre total d'intercepteurs disponibles serait de 1 200.

## Essais
- juillet 2008 : l'intercepteur Tamir est testé avec succès[6].
- mars 2009 : le système de missiles est testé avec succès sans toutefois intercepter de projectile réel[7].
- juillet 2009 : le système intercepte avec succès des roquettes Qassam et Katioucha lors d'un test organisé par le ministère de la Défense israélien.
- août 2009 : l'armée israélienne crée un nouveau bataillon qui sera responsable du système Dôme de fer. Le système est d'abord déployé le long de la frontière avec Gaza puis le long de la frontière avec le Liban.
- janvier 2010 : le Dôme de fer intercepte avec succès plusieurs roquettes Qassam et Katioucha. Pinhas Buchris (he), directeur général du ministère de la Défense, déclare que le système changera la vie des habitants du sud et du nord du pays.
- juillet 2010 : le système intercepte avec succès plusieurs roquettes Qassam et Katioucha. Pendant le test, le système a déterminé quelles roquettes seraient dangereuses et quelles seraient celles qui s'écraseraient sur des zones inhabitées. Le système n'a pas lancé de missiles intercepteurs contre les roquettes qui ne présentaient pas de menace.
- avril 2011 : le système Dôme de fer est utilisé avec succès sur le terrain, les 8 et 9 avril 2011, en interceptant 100 % des Qassam et Katioucha qui présentaient une menace réelle pour les localités du sud d'Israël. Le système n'a pas lancé de missiles intercepteurs contre les roquettes qui ne présentaient pas de menace[réf. nécessaire].
- février 2016 : Test d'une version navale depuis la corvette INS Lahav de la classe Sa'ar V[8].

## Financement
En mai 2010, la Maison-Blanche a annoncé que le président américain Barack Obama demanderait un financement de 205 millions de dollars auprès du Congrès américain, destiné à soutenir la production et le déploiement du système.
Le 20 mai 2010, la chambre des représentants des États-Unis a approuvé le financement lors du vote 410-4.

## Exportations
Selon Israël, la société Israel Aerospace Industries a vendu, en date de 2018, 100 unités du radar multi-missions fabriqué pour le système d’interception de missiles Dôme de fer, à neuf pays, dont le Canada et l'Inde, pour un total d’environ 2 milliards de dollars.
Les États-Unis se sont intéressés à ce système de défense et l'US Army en a acheté deux, mis en service depuis 2020 par le  43rd Air Defense Artillery Regiment (en) mais aurait finalement opté pour celui de l'entreprise américaine Dynetics.

## Déploiement et engagement opérationnel

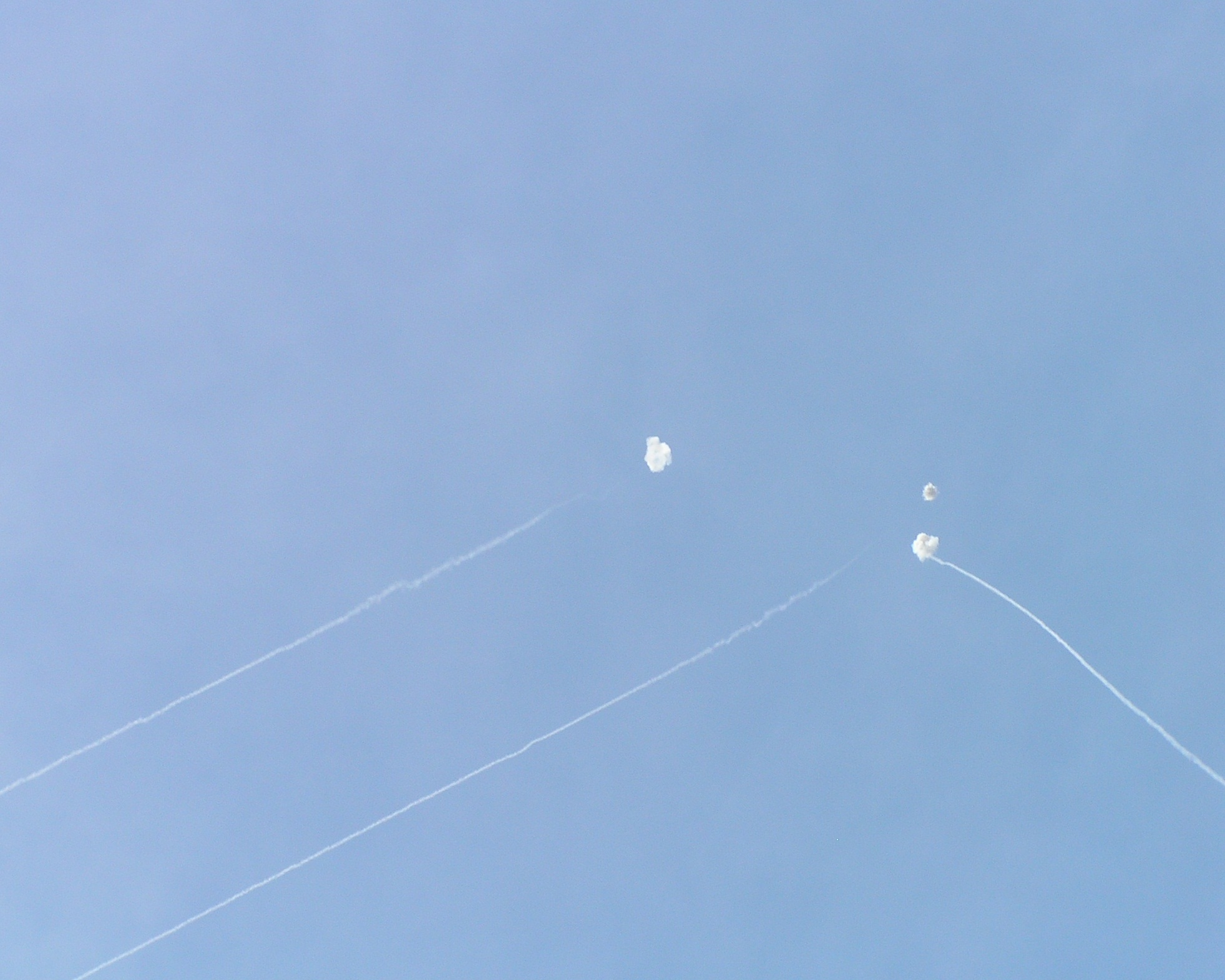
Interception de roquettes par le système Dôme de fer durant l'opération « Pilier de défense » en novembre 2012.

Le système Dôme de fer devait être opérationnel en novembre 2010, déployé dans un premier temps dans les bases aériennes du sud d'Israël.
Selon le Jerusalem Post, le ministre de la Défense israélien est en discussion avec plusieurs pays européens pour la vente du système Dôme de fer, qui pourrait protéger les forces de l'OTAN déployées en Afghanistan et en Irak. Les discussions n'ont pas abouti mais la Corée du Sud s’intéressait à ce système d'arme.
Le 19 juillet 2010, le ministère de la Défense israélien a annoncé que le système était prêt pour être mis en service en novembre 2010 et déployé à Sdérot[réf. incomplète].
Le gouvernement israélien redoute que l'activation du système engendre une augmentation des tirs de roquettes[réf. incomplète].
Le premier système a été déclaré opérationnel le 27 mars 2011[source insuffisante].
Début 2012, durant la confrontation du 10 au 14 mars entre Israël et des groupes armés palestiniens, les batteries antimissiles du Dôme de fer déployées autour des principales villes israéliennes se trouvant à une distance de 40 kilomètres de Gaza, ont intercepté plus d'une cinquantaine de roquettes et missiles Grad palestiniens menaçant directement ces villes, pour un taux de réussite proche de 90 %.
Début novembre 2012, quatre batteries sont opérationnelles et une cinquième est livrée le 17 novembre 2012 alors que l'opération « Pilier de défense » est en cours. On estime à treize le nombre de batteries nécessaires pour couvrir l’ensemble des zones à défendre.
Les 17 et 18 novembre 2012, plusieurs roquettes tirées depuis la bande de Gaza sur Tel-Aviv ont été interceptées par le système antimissile Dôme de fer. Au total, ce système a officiellement intercepté 412 des 1 265 roquettes tirées par le Hamas au 20 novembre.
À partir de mai 2016, une version navale du système de missiles anti-roquettes « Dôme de fer en mer » (ou Tamir-Adir) est testée sur la corvette Lahav de la Classe Sa'ar V. Opérée par du personnel de la Force aérienne et spatiale israélienne, elle est déclarée opérationnelle le 27 novembre 2017 et doit équiper les deux autres corvettes.
En novembre 2018, le dôme de fer intercepte une centaine de roquettes tirées par la Hamas depuis Gaza pendant deux jours, sur les plus de trois cents envoyées.
Entre le 10 et le 11 mai 2021 pendant l'opération Gardien des murailles, il intercepte 200 des 480 roquettes tirées de Gaza vers Israël.
Entre le 5 et le 7 août 2021, pendant l'opération Aube naissante, il intercepte 300 roquettes tirées de Gaza vers Israël soit un taux d'interception de 96 %.

## Critiques

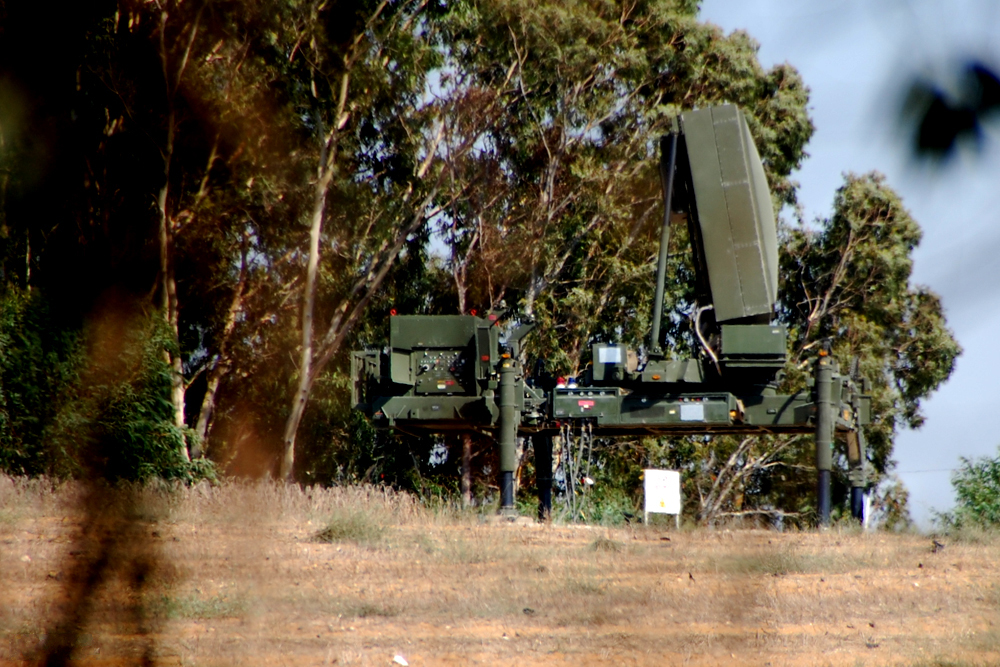
Radar du Dôme de fer installé pour protéger les terres du sud d'Israël.

Le Dôme de fer a été critiqué pour son coût jugé par certains prohibitif. Le coût d'un missile d'interception est estimé entre 35 000 et 50 000 dollars, voire 62 000 dollars selon une source française.
Des critiques sont émises sur l'inefficacité du Dôme de fer contre des roquettes Qassam lancées sur de très courtes distances. Un autre système antimissile est réputé plus efficace : le laser Nautilus. De 1995 à 2005, les États-Unis et Israël ont développé conjointement Nautilus mais ont abandonné le système en le jugeant irréalisable. Néanmoins, la société de défense nord-américaine Northrop Grumman a proposé de développer un prototype évolué de Nautilus nommé Skyguard.
Skyguard utilisera un faisceau laser pour intercepter les roquettes. Le coût de chaque tir sera de 1 000 à 2 000 dollars. Avec un investissement de 180 millions de dollars, Northrop Grumman affirme qu'il est possible de déployer le système en 18 mois. Les représentants israéliens ont refusé la proposition compte tenu du délai et du coût additionnel. Les officiels israéliens insistent également sur le fait qu'avec les améliorations récentes du Dôme de fer, le système est entièrement capable d'intercepter des roquettes Qassam.
Dans un article du journal Haaretz de janvier 2010, Reuven Pedatzur (he), professeur et analyste militaire à l'université de Tel Aviv, a affirmé que le Dôme de fer était une vaste escroquerie, sachant que le temps de vol d'une roquette Qassam jusqu'à Sdérot est de 14 secondes, alors que le système Dôme de fer identifie et intercepte une roquette après 15 secondes. Cela signifie que le système ne peut pas intercepter des roquettes lancées à moins de 5 kilomètres. L'auteur souligne l'écart gigantesque entre le coût d'un missile du Dôme de fer (50 000 dollars) et le coût d'une roquette Qassam (entre 300 et 1 000 dollars). Il est toutefois moins onéreux que d'autres missiles sol-air (440 000 dollars pour un RIM-116 Rolling Airframe Missile).
Pour son contradicteur, le général Dori Gold, chef exécutif du projet, les critiques du Pr Pedatzur seraient sans fondement. Selon Dori Gold, lors de l'opération « Pilier de défense » en novembre 2012, le système Dôme de fer aurait été aussi efficace pour protéger la ville de Sdérot que d'autres localités du sud du pays exposées aux missiles du Hamas et des autres groupes islamistes de Gaza[réf. nécessaire].
Le général Gold considère que le Pr Pedatzur fonde ses calculs sur une approche erronée d'un tir de roquette. Celui-ci ne se comporte pas comme le tir d'une balle — tendu par définition — mais s'élève et décrit une parabole en altitude avant de retomber sur sa cible. En visant un objectif situé à 4 km, il doit parcourir une distance de 11 km. De ce fait, il entre doublement dans le champ de calcul du radar de détection (altitude et temps de parcours).
Dans un rapport de 2013 non publié, Theodore Postol (en), Mordechai Shefer (he) et d'autres collègues ont remis en question les chiffres officiels de l'efficacité du Dôme de fer pendant l'opération Pilier de défense. Bien que Postol eut précédemment loué l'efficacité du Dôme de fer, après avoir étudié des vidéos d'interceptions supposées de roquettes ainsi que des rapports de police et d'autres données, il soutint que « le taux d'interception du Dôme de fer, défini comme étant la destruction des charges explosives des roquettes, a été relativement bas, peut-être aussi faible que 5 %, mais pourrait être plus faible encore,. » Postol aboutit à cette conclusion principalement à partir de l'analyse de vidéos d'interceptions prises par des civils et publiées sur Internet.
L'Institut israélien des études de sécurité nationale publia une réfutation détaillée des déclarations de Postol, les qualifiant de « recherche douteuse sans accès à des données crédibles ».
En juillet 2014, la MIT Technology Review rapporta que « Richard Lloyd, un consultant expert en armement et ancien ingénieur en chef chez Raytheon, déclare que du fait qu'il est presque certain que ces interceptions n'ont pas fait exploser les charges des roquettes, le système est essentiellement un échec ».
Le 10 et 11 mai 2021, il fait preuve de son efficacité en interceptant la grande majorité des salves massives de roquettes visant Tel-Aviv et d'autres villes et limitant les pertes humaines à trois victimes pour environ 500 roquettes visant le territoire d'Israël. Les milliers de roquettes lancées par le Hamas suggèrent que celui-ci tente de dépasser la capacité d’interception du Dôme de fer et de faire dépenser des sommes astronomiques à Israël.

## Projet américain
En janvier 2025, le président Trump signe un décret pour lancer le développement d’un système de défense antimissile du territoire américain de nouvelle génération qu’il compare au dôme de fer israélien,.

## Projet turc
La Turquie projette de développer son propre système de défense antimissile, dénommé « Dôme d'acier ». Cette décision a été prise le 6 août 2024 par le Comité Exécutif de l’Industrie de Défense (SSİK). Les déclarations politiques qui ont suivi précisent que le projet sera conduit d’une manière « locale et nationale », ce qui implique une conception et une fabrication du matériel entièrement en Turquie, par des sociétés turques.